# Josef Tereg
Josef Tereg (* 21. Mai 1850 in Glatz; † 19. Januar 1915 in Hannover) war ein deutscher Tierarzt insbesondere für Pferde, Hochschullehrer, Geheimer Regierungsrat, Forscher und Sachbuchautor.

## Leben
Josef Tereg schrieb sein Examen als Tierarzt 1874 an der Militärrossarztschule in Berlin, bevor er 1876 seine Prüfung als Kreistierarzt bestand. Anschließend war er bis 1881 als Rossarzt der Badischen Armee im  1. Leibdragonerregiment in Karlsruhe tätig, bevor er 1881 als Lehrer an die damalige Tierarzneischule in Hannover berufen wurde und dort von 1882 und bis 1915  Anatomie, Physiologie und Pharmakologie lehrte. Ab 1886 leitete er zudem das neu gegründete Physiologische Institut.
Unterdessen war die Tierarzneischule 1887 zur Hochschule erhoben, 1890 Joseph Tereg zum Professor ernannt worden.
Im Jahr 1900 erhielt Tereg den Roten Adlerorden 4. Klasse verliehen.
1904 wurde Tereg zum Ehrendoktor der Universität Bern ernannt.
1909 erhielt Josef Tereg den „Charakter als Geheimer Regierungsrat“ und 1914 den Königlichen Kronenorden 3. Klasse verliehen.
Josef Tereg starb auf dem Weg zu einer Vorlesung an den Folgen eines Schlaganfalles in einer Wohnung in der Falkenstraße in Linden. Er wurde im Beisein von Vertretern der Lindener Stadtverwaltung und des Professorenkollegiums und studentischer Korporationen der Tierärztlichen Hochschule am 22. Januar 1915 auf dem „Neuen Friedhof Linden-Ricklingen“, wo der Pastor Wilhelm Maxen die Trauerrede hielt.

## Schriften (Auswahl)
- Sammlung von Dienstvorschriften für Roßärzte einschließlich der zutreffenden generellen Bestimmungen. Im Anschluß an Karl v. Helldorfs "Dienstvorschriften der Königlich Preußischen Armee", Berlin: Bath, 1882.
- Mikroskop und allgemeine mikroskopische Technik, Berlin, 1884.
- Der uropoetische Apparat, Berlin, 1884.
- Die neueren Antipyretica. In: Thiermedizinische Vorträge. 1,1/12 (1890)
- Die Lehre von der thierischen Wärme. Auf Grundlage der mechanischen Wärmetheorie, unter Berücksichtigung pathologischer Verhältnisse, Berlin: Parey, 1890.
- Josef Tereg, Carl Arnold: Tierärztliches Arzneibuch für Studierende und praktische Tierärzte. 3 Bände, Verlag von Th. Ch. Fr. Enslin (Richard Schoetz), Berlin 1890–1892:
  - Pharmazie und Arzneiverordnungslehre
  - Arzneimittellehre
  - Toxikologie
- Grundriss der Elektrotherapie für Tierärzte,  Berlin: Paul Parey, 1902.
- Gutachten betreffend das jüdisch-rituelle Schlachtverfahren (das Schächten) auf Grund experimenteller Untersuchungen erstattet von [Josef] Tereg. Hrsg.: Freie Vereinigung für die Interessen des orthodoxen Judentums, Berlin: Braunbeck-Gutenberg, 1912;
- Die Königlich Tierärztliche Hochschule, mit zwei historischen Fotografien in Otto Hugo (Red): Neu-Hannover. Festschrift des Hannoverschen Couriers zur Rathaus-Weihe 1913, Hannover: Gebrüder Jänecke, 1913, S. 52f.

## Abbildungen
- Der Fotograf Hermann Mießner fasste das Kollegium der Tierärztlichen Hochschule Hannover inklusive Josef Tereg in der Zeitschrift Deutsche Tierärztliche Wochenschrift in einem Bild zusammen.[2]
- Die  letzte Fotografie des Lehrkörpers (vermutlich eine Fotomontage) vor der alten Tierarzneischule am Clevertor entstand im Sommersemester 1899 und ist abgebildet in Die alte Thierärztliche Hochschule (Bildermappe, um 1900, Fachgebiet Geschichte der TiHo, Signatur 1374)[4]

## Archivalien
- Sammlung Josef Tereg, ein Kasten Thematische Stoffsammlungen, Rezensionen der Universitätsbibliothek München über den Kalliope-Verbund der Staatsbibliothek zu Berlin